# NGC 5091
NGC 5091 (również PGC 46626) – galaktyka spiralna (Sb), znajdująca się w gwiazdozbiorze Centaura. Odkrył ją John Herschel 3 czerwca 1834 roku. Oddziałuje grawitacyjnie ze znajdującą się w pobliżu galaktyką eliptyczną NGC 5090.